# Giuseppe Gallignani
Giuseppe Gallignani (Faenza (Emília-Romanya), 9 de gener, 1851 - Milà (Llombardia), 14 de desembre, 1923) va ser un compositor, organista, director d'orquestra i crític musical.

## Biografia
Apassionat per les obres satíriques des de la seva edat escolar, Giuseppe Gallignani va ser un organista i director d'orquestra que va arribar a l'atenció del públic fent nombrosos concerts a Europa, especialment com a director. Després, l'any 1860 va aconseguir representar la seva primera òpera en un saló privat. Continuant amb la seva activitat com a compositor, aconseguí arribar al Teatre Carcano el 1876 amb l'òpera Atala, culminant el 1888 al Teatre de La Scala amb el Nestorius, on la crítica reconeixia el seu gran domini de l'harmonia i el contrapunt, així com el sentit de la color orquestral però, alhora, denota una manca d'inventiva melòdica i de cor.
Va ser director del Conservatori de Música de Parma, nomenat l'any 1891 gràcies al suport de Giuseppe Verdi, impactat per la seva preparació musical després del seu article sobre Otello. Posteriorment, el 1897, va ser nomenat director del Conservatori de Milà, que per iniciativa seva va rebre el nom del mateix Verdi, i que va dirigir durant un quart de segle, gairebé fins a la seva mort.
La seva activitat com a organista no es va aturar; per a orgue, de fet, va compondre moltes pàgines de caràcter sagrat, moltes de les quals van ser concebudes per a la litúrgia. Entre 1884 i 1891 va ocupar el càrrec de Mestre de la "Cappella Musicale" de la Catedral de Milà. Va ser gràcies a un grup de músics, entre els quals hi havia el mateix Gallignani i, més tard, Lorenzo Perosi, que va començar a Milà l'anomenat "Moviment Cecilian", i amb ell el retorn de l'interès per la música sacra, gràcies també a l'acció de la "Associació Santa Cecilia" i la revista combativa "Musica sacra", de la qual Gallignani va ser director posteriorment.
Va formar part de la Comissió Permanent d'Art Musical (incloent-hi Marco Enrico Bossi, Luigi Mancinelli, Arturo Toscanini), tractant-se d'un ambiciós projecte de reforma dels programes ministerials de composició als conservatoris. Desagradat, a principis dels anys vint, pel recentment instal·lat govern feixista, i objecte d'una campanya de denigració realitzada per alguns professors del seu institut, va veure erosionat per les crítiques el seu projecte de reforma i, per tant, totalment abandonat. El desembre de 1923, Giuseppe Gallignani es va suïcidar llançant-se de la catedral de Milà després de l'acomiadament que li va imposar l'aleshores ministre d'Educació Giovanni Gentile. Això va provocar, al funeral del Cementiri Monumental de Milà, una reacció d'Antonio Cesari, en què va impedir que es col·loqués sobre el taüt una corona fúnebre enviada pel ministre Gentile, i una reacció violenta d'Arturo Toscanini, que, enfurismat, va impedir llegir amb vehemència una oració fúnebre que pronunciaria un professor del Conservatori, esquinçant-la i trepitjant-la; el professor va ser considerat per Toscanini com a responsable directe de les calúmnies que havien implicat el mateix Gallignani.
Entre els seus alumnes hi havia Giovanni Tebaldini.

## Òperes de G. Gallignani

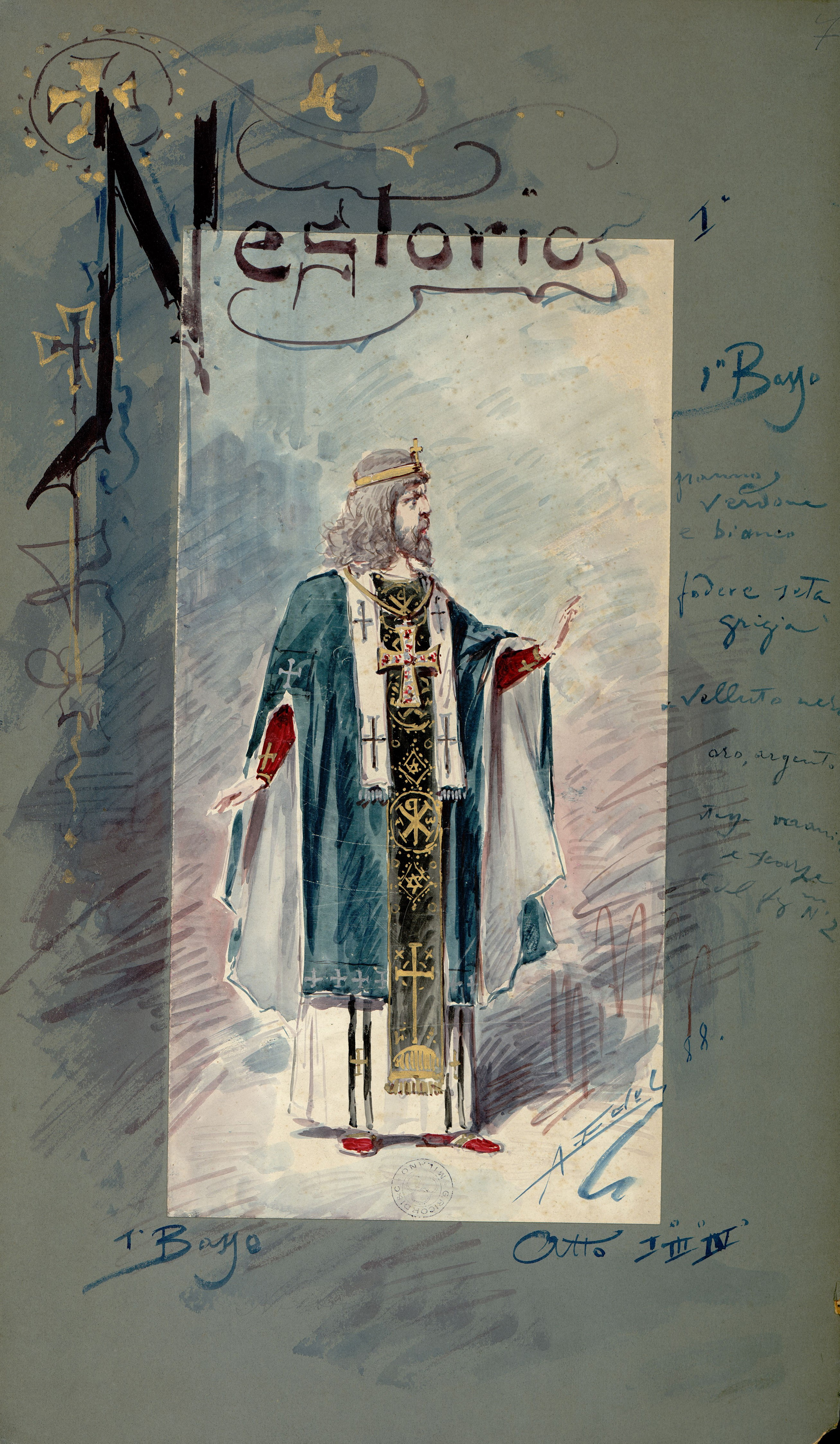
Nestorio (basso), figurino per Nestorio atto 1, 2, 3, 4 (1888).
Archivio Storico Ricordi

- Il sindaco cavaliere, (1870) òpera còmica en tres actes
- Il grillo del focolare, (1873) òpera semiseria en tres actes
- Atala, (1876) melodrama en tres actes amb llibret d'E. Praga
- Nestorio, (1888) drama líric amb llibret de F. Fulgonio
- Lucia di Settefonti, (1897) llegenda sagrada
- In alto, (1921) acció lírica en quatre episodis